# Match des champions (hockey sur glace)
Pour les articles homonymes, voir Match des champions.
Le Match des champions du hockey sur glace français est une compétition qui était organisée par la Fédération française de hockey sur glace de 2007 à 2017.
Le match oppose le champion de la ligue Magnus au vainqueur de la coupe de France, le gagnant du match remportant le trophée Jacques-Lacarrière en hommage au hockeyeur Jacques Lacarrière.
Si le même club a remporté les deux compétitions, il affronte un club ayant remporté une autre compétition française, dans l'ordre de priorité suivant : vainqueur de la coupe de la Ligue, vainqueur de la saison régulière en Ligue Magnus, finaliste de la Ligue Magnus, finaliste de la Coupe de France, finaliste de la Coupe de la Ligue. Ainsi pour l'année 2009, le club de Grenoble ayant remporté les deux compétitions et la coupe de la Ligue, affronte le club ayant remporté la saison régulière en Ligue Magnus, Briançon.
Le 1er août 2018, la FFHG annonce le retrait du Match des champions du calendrier, le trophée Jacques-Lacarrière récompensant désormais le vainqueur de la saison régulière de Ligue Magnus.

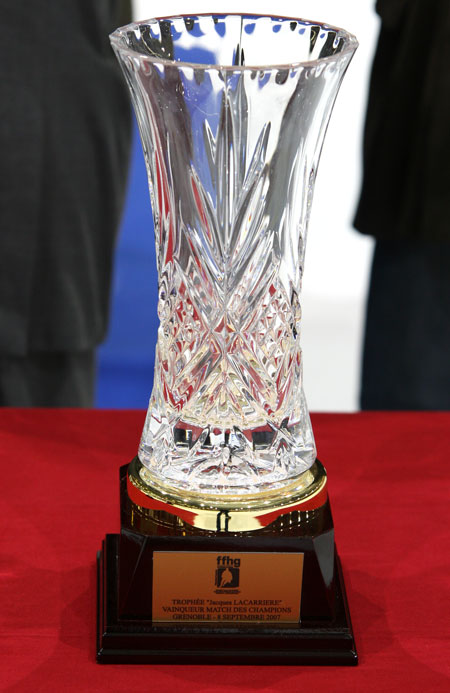
Trophée Jacques-Lacarrière remis aux Ducs d'Angers à Grenoble en 2007
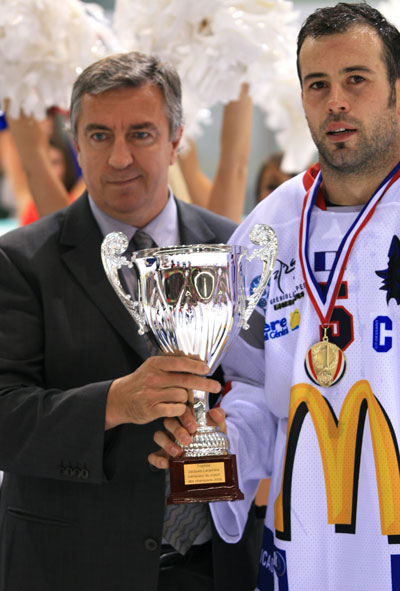
Trophée Jacques-Lacarrière 2008 remis au capitaine des Brûleurs de Loups, Baptiste Amar, par Luc Tardif à Grenoble le 6 septembre 2008

## Palmarès
Cette section présente les équipes ayant remporté le match des Champions
| 8 septembre 2007 | Brûleurs de loups de Grenoble | 2-3 (pr) (1-0, 1-1, 0-1, 0-1) | Ducs d'Angers | Patinoire Pôle Sud Grenoble 1 800 spectateurs |

| Feuille de match | Feuille de match                                                                          | Feuille de match    | Feuille de match | Feuille de match                                             |
| ---------------- | ----------------------------------------------------------------------------------------- | ------------------- | --- | ------------------------------------------------------------ |
|                  | B. Amar (L. Brož - P. Valčák) (SN) — 1 min 18 s - T. Scott (J. Lindström) — 29 min 22 s - | 1-0 1-1 2-1 2-2 2-3 | - 20 min 58 s — M. Tessier (É. Fortier) - 51 min 43 s — M. Tessier (P. Mihálik - É. Fortier) (SN) 61 min 49 s — T. Baluch (É. Lavigne - É. Fortier) (SN) | Arbitrage : Frédéric Bachelet Cyril Carlin et Nicolas Barbez |
|                  |                                                                                           |                     | | Arbitrage : Frédéric Bachelet Cyril Carlin et Nicolas Barbez |
| 36 min           | Pénalités                                                                                 | 20 min              | | Arbitrage : Frédéric Bachelet Cyril Carlin et Nicolas Barbez |
|                  |                                                                                           |                     | | Arbitrage : Frédéric Bachelet Cyril Carlin et Nicolas Barbez |

| 6 septembre 2008 | Brûleurs de loups de Grenoble | 3-1 (1-1, 0-0, 2-0) | Dragons de Rouen | Patinoire Pôle Sud Grenoble 2 800 spectateurs |

| Feuille de match | Feuille de match | Feuille de match | Feuille de match                         | Feuille de match |
| ---------------- | --- | ---------------- | ---------------------------------------- | ---------------- |
|                  | J. Forsander (D. Fleury) — 9 min 11 s - M. Máša (C. Bergström - L. Krayzel) — 49 min 56 s L. Brož (M. Máša) — 58 min 58 s | 1-0 1-1 2-1 3-1  | - 14 min 14 s — J. Romand (MA. Thinel) - |                  |
|                  | |                  |                                          |                  |
| 17 min           | Pénalités | 34 min           |                                          |                  |
|                  | |                  |                                          |                  |

| 12 septembre 2009 | Brûleurs de loups de Grenoble | 1-0 (1-0, 0-0, 0-0) | Diables rouges de Briançon | Patinoire de l'Illberg Mulhouse |

| Feuille de match, | Feuille de match,                             | Feuille de match, | Feuille de match, | Feuille de match, |
| ----------------- | --------------------------------------------- | ----------------- | ----------------- | ----------------- |
|                   | M. Jansson (L. Brož - V. Wallin) — 15 min 2 s | 1-0               | -                 |                   |
| Eddy Ferhi        | Gardiens                                      | Ramón Sopko       |                   |                   |
| 14 min            | Pénalités                                     | 8 min             |                   |                   |
|                   |                                               |                   |                   |                   |

| 11 septembre 2010 | Dragons de Rouen | 3-2 (TB) (1-1, 0-0, 1-1, 0-0, 1-0) | Ducs d'Angers | Île Lacroix Rouen 2 114 spectateurs |

| Feuille de match | Feuille de match | Feuille de match            | Feuille de match | Feuille de match                                                 |
| ---------------- | --- | --------------------------- | --- | ---------------------------------------------------------------- |
|                  | A. Mulle (M. Brunelle - C. Mallette) — 15 min 16 s - M. Brunelle — 55 min 17 s M. Brunelle (réussi) T. Da Costa (réussi) C. Mallette (échec) | 1-0 1-1 1-2 2-2 Tirs au but | - 17 min 12 s — S. Lacroix (B. Henderson) 46 min 54 s — J. Albert (IN) - T. Poudrier (échec) L. Lahesalu (réussi) PL. Laprise (échec) | Arbitrage : Marie-Tjana Picavet Pierre Dehaen et Gautier Rauline |
| Fabrice Lhenry   | Gardiens | Peter Aubry                 | | Arbitrage : Marie-Tjana Picavet Pierre Dehaen et Gautier Rauline |
| 10 min           | Pénalités | 20 min                      | | Arbitrage : Marie-Tjana Picavet Pierre Dehaen et Gautier Rauline |
|                  | |                             | | Arbitrage : Marie-Tjana Picavet Pierre Dehaen et Gautier Rauline |

| 10 septembre 2011 | Dragons de Rouen | 1-6 (0-1, 1-2, 0-3) | Brûleurs de loups de Grenoble | Patinoire de Chambéry Métropole Chambéry 1 050 spectateurs |

| Feuille de match | Feuille de match                                       | Feuille de match            | Feuille de match | Feuille de match |
| ---------------- | ------------------------------------------------------ | --------------------------- | --- | ---------------- |
|                  | - C. Mallette (J. Desrosiers - FP. Guénette) — 21:10 - | 0-1 1-1 1-2 1-3 1-4 1-5 1-6 | 11 min 18 s — G. Avenel (M. Šivic) - 30 min 26 s — J. Baylacq (F. Ouimet) (IN) 35 min 36 s — M. Suzzarini (A. Rouleau) (SN) 46 min 53 s — F. Ouimet (C. Tartari - A. Rouleau) (DSN) 48 min 14 s — G. Avenel (A. Rouleau) 55 min 58 s — A. Rouleau (S. Dufresne) (SN) |                  |
| Sébastian Ylönen | Gardiens                                               | Sébastien Raibon            | |                  |
| 24 min           | Pénalités                                              | 18 min                      | |                  |
|                  |                                                        |                             | |                  |

| 8 septembre 2012 | Dragons de Rouen | 3-1 (0-0, 2-0, 1-1) | Ducs de Dijon | Complexe sportif Glisséo Cholet 534 spectateurs |

| Feuille de match | Feuille de match | Feuille de match | Feuille de match                                      | Feuille de match |
| ---------------- | --- | ---------------- | ----------------------------------------------------- | ---------------- |
|                  | J. Janil (D. Fredriksson - É. Castonguay) (SN) — 31 min 37 s I. Salmivirta (J. Štefanka) — 35 min 3 s D. Fredriksson — 58 min 36 s - | 1-0 2-0 3-0 3-1  | - 58 min 57 s — P. Valier (S. Dugas - B. Quessandier) |                  |
| Fabrice Lhenry   | Gardiens | Kai Tillanen     |                                                       |                  |
| 12 min           | Pénalités | 14 min           |                                                       |                  |
|                  | |                  |                                                       |                  |

| 7 septembre 2013 | Dragons de Rouen | 2-4 (0-1, 2-1, 0-2) | Diables rouges de Briançon | Rïnkla Stadium Brest 761 spectateurs |

| Feuille de match | Feuille de match                                                                | Feuille de match        | Feuille de match | Feuille de match                                                               |
| ---------------- | ------------------------------------------------------------------------------- | ----------------------- | --- | ------------------------------------------------------------------------------ |
|                  | Thinel (Gureň) — 24 min 54 s (SN) Štefanka (Lahesalu, Janil) — 33 min 38 s (SN) | 1-0 1-1 1-2 1-3 2-3 2-4 | Chakiachvili (Raux) — 7 min 2 s Kearney (Devin, Bernier) — 25 min 59 s (SN) Raux (Chakiachvili) — 53 min 59 s (SN) Bernier — 59 min 14 s (CV) | Arbitrage : Damien Bliek Anne-Sophie Boniface Jérémy Metais Alexandre Hauchart |
| Fabrice Lhenry   | Gardiens                                                                        | Ronan Quemener          | | Arbitrage : Damien Bliek Anne-Sophie Boniface Jérémy Metais Alexandre Hauchart |
| 30 min           | Pénalités                                                                       | 12 min                  | | Arbitrage : Damien Bliek Anne-Sophie Boniface Jérémy Metais Alexandre Hauchart |
| 31               | Tirs                                                                            | 29                      | | Arbitrage : Damien Bliek Anne-Sophie Boniface Jérémy Metais Alexandre Hauchart |

| 26 août 2014 | Diables rouges de Briançon | 1-4 (0-1, 0-0, 1-3) | Ducs d'Angers | Patinoire du Haras Angers |

| Feuille de match | Feuille de match                         | Feuille de match    | Feuille de match | Feuille de match                                                          |
| ---------------- | ---------------------------------------- | ------------------- | --- | ------------------------------------------------------------------------- |
|                  | Bernier (Labrecque, Jensen) — 41 min 8 s | 0-1 1-1 1-2 1-3 1-4 | Tifu — 17 min 39 s Crowder (Skinnars, Tifu) — 43 min 48 s (2 SN) Lefebvre (Tifu) — 53 min 58 s (SN) Henderson (Albert) — 59 min 34 s (CV) | Arbitrage : Laurent Garbay Benjamin Gremion David Courgeon Jérémie Douchy |
| Shane Madolora   | Gardiens                                 | Alexis Neau         | | Arbitrage : Laurent Garbay Benjamin Gremion David Courgeon Jérémie Douchy |
|                  |                                          |                     | | Arbitrage : Laurent Garbay Benjamin Gremion David Courgeon Jérémie Douchy |
|                  |                                          |                     | | Arbitrage : Laurent Garbay Benjamin Gremion David Courgeon Jérémie Douchy |

| 12 septembre 2015 | Rapaces de Gap | 2-4 (1-2, 1-1, 0-1) | Dragons de Rouen | Alp'Arena Gap 1 936 spectateurs |

| Feuille de match  | Feuille de match                                                                | Feuille de match        | Feuille de match | Feuille de match                                                                                 |
| ----------------- | ------------------------------------------------------------------------------- | ----------------------- | --- | ------------------------------------------------------------------------------------------------ |
|                   | - Richter (McEachen) — 12 min 52 s (SN) Goličič (Maher, Carter) — 20 min 33 s - | 0-1 0-2 1-2 2-2 2-3 2-4 | Labelle (Konttinen, Thinel) — 2 min 53 s (JS) Whitecotton (Konttinen, Chakiachvili) — 7 min 59 s - Lampérier (Chakiachvili, Whitecotton) — 24 min 31 s Guénette (Konttinen, Dame-Malka) — 47 min 40 s (SN) | Arbitrage : Nicolas Barbez et Alexandre Bourreau Juges de lignes Joris Barcelo et Thomas Caillot |
| Aurélien Bertrand | Gardiens                                                                        | Quentin Papillon        | | Arbitrage : Nicolas Barbez et Alexandre Bourreau Juges de lignes Joris Barcelo et Thomas Caillot |
| 12 min            | Pénalités                                                                       | 14 min                  | | Arbitrage : Nicolas Barbez et Alexandre Bourreau Juges de lignes Joris Barcelo et Thomas Caillot |
| 24                | Tirs                                                                            | 26                      | | Arbitrage : Nicolas Barbez et Alexandre Bourreau Juges de lignes Joris Barcelo et Thomas Caillot |

| 14 septembre 2016 | Dragons de Rouen | 3-2 (pr) (0-0, 1-2, 2-1, 1-0) | Rapaces de Gap | Île Lacroix Rouen 2 136 spectateurs |

| Feuille de match | Feuille de match | Feuille de match    | Feuille de match                                                                       | Feuille de match                                                                                         |
| ---------------- | --- | ------------------- | -------------------------------------------------------------------------------------- | --- |
|                  | - Miller (Thinel) — 29 min 46 s (SN) Bedin (Perret, Chakiachvili) — 37 min 17 s (IN + CV) - Perret (Bedin, Coulombe) — 61 min 50 s | 0-1 1-1 2-1 2-2 3-2 | Thillet (Labrecque, Faure) — 23 min 3 s - Bernier (Labrecque, Thillet) — 47 min 53 s - | Arbitrage : Jimmy Bergamelli et Adrien Ernecq Juges de lignes Clément Goncalves et Nicolas Constantineau |
| Dany Sabourin    | Gardiens | Clément Fouquerel   |                                                                                        | Arbitrage : Jimmy Bergamelli et Adrien Ernecq Juges de lignes Clément Goncalves et Nicolas Constantineau |
| 12 min           | Pénalités | 20 min              |                                                                                        | Arbitrage : Jimmy Bergamelli et Adrien Ernecq Juges de lignes Clément Goncalves et Nicolas Constantineau |
| 19               | Tirs | 22                  |                                                                                        | Arbitrage : Jimmy Bergamelli et Adrien Ernecq Juges de lignes Clément Goncalves et Nicolas Constantineau |

| 8 septembre 2017 | Rapaces de Gap | 4-6 (1-2, 2-2, 1-2) | Brûleurs de loups de Grenoble | Alp'Arena Gap 1 604 spectateurs |

| Feuille de match  | Feuille de match | Feuille de match                        | Feuille de match | Feuille de match                                                                                     |
| ----------------- | --- | --------------------------------------- | --- | --- |
|                   | - Campbell (McDonald) — 19 min 19 s Tringale (Ross, Glen) — 26 min 1 s (SN) Ross (Scheid, Bertrand) — 32 min 1 s - Gutierrez (McDonald, Bouvet) — 40 min 26 s (SN) - | 0-1 0-2 1-2 2-2 3-2 3-3 3-4 4-4 4-5 4-6 | Kara (Rodman, Hardy) — 5 min 29 s (SN) Rodman (Hordelalay) — 7 min 49 s - Champagne (Kunnas, Giroux) — 33 min 11 s Kunnas (Giroux, Tartari) — 35 min 11 s - Rohat — 44 min 32 s Hordelalay (Rodman) — 48 min 28 s | Arbitrage : Geoffrey Barcelo et Nicolas Cregut Juges de lignes Guillaume Gielly et Clément Goncalves |
| Aurélien Bertrand | Gardiens | Lukáš Horák                             | | Arbitrage : Geoffrey Barcelo et Nicolas Cregut Juges de lignes Guillaume Gielly et Clément Goncalves |
| 8 min             | Pénalités | 18 min                                  | | Arbitrage : Geoffrey Barcelo et Nicolas Cregut Juges de lignes Guillaume Gielly et Clément Goncalves |
| 24                | Tirs | 24                                      | | Arbitrage : Geoffrey Barcelo et Nicolas Cregut Juges de lignes Guillaume Gielly et Clément Goncalves |